# Acacia martiusiana
Acacia martiusiana är en ärtväxtart som först beskrevs av Ernst Gottlieb von Steudel, och fick sitt nu gällande namn av Arturo Erhardo Erardo Burkart. Acacia martiusiana ingår i släktet akacior, och familjen ärtväxter. Inga underarter finns listade i Catalogue of Life.